# Prix Djérid
Prix Djérid är ett montélopp för sex-tioåriga hingstar, valacker och ston som äger rum i januari på Hippodrome de Vincennes i Paris i Frankrike. Det är ett Grupp 3-lopp, man måste minst ha sprungit in 54 000 euro för att få starta.
Loppet rids över 2700 meter på stora banan på Vincennes, med voltstart. Den samlade prissumman är 90 000 euro, och 40 500 euro i första pris.

## Vinnare
| År   | Häst               | Efter            | Kusk               | Tränare                 | TidÉ   |
| ---- | ------------------ | ---------------- | ------------------ | ----------------------- | ------ |
| 2025 | Impala de Val      | Viking de Val    | Benjamin Rochard   | Pierre Edouard Mary     | 1'13"1 |
| 2024 | Filwell            | Qwerty           | Camille Levesque   | Pierre Levesque         | 1'13"0 |
| 2023 | Gabiano            | Brutus de Bailly | Anthony Barrier    | Bruno Bourgoin          | 1'11"0 |
| 2022 | Diamant de Tréabat | Kuadro Wild      | Clément Frecelle   | Pascal Monthule         | 1'12"8 |
| 2021 | Dreambreaker       | Offshore Dream   | Jean-Yann Ricart   | Jean-Michel Bazire      | 1'11"5 |
| 2020 | Daida de Vandel    | Real de Lou      | Alexandre Abrivard | Laurent-Claude Abrivard | 1'12"1 |
| 2019 | Boss du Meleuc     | Lucky Blue       | Alexandre Abrivard | Yannick Alain Briand    | 1'13"3 |
| 2018 | Arlington Dream    | Ready Cash       | Yoann Lebourgeois  | Philippe Allaire        | 1'11"7 |
| 2017 | Val Royal          | Capriccio        | Alexandre Abrivard | Jean-Michel Bazire      | 1'13"1 |